# Нечаєвська сільська рада
Неча́євська сільська́ ра́да — адміністративно-територіальна одиниця та орган місцевого самоврядування у Шполянському районі Черкаської області. Адміністративний центр — село Нечаєве.

## Загальні відомості
- Населення ради: 503 особи (станом на 2001 рік)

## Історія
Черкаська обласна рада рішенням від 10 листопада 2006 року у Шполянському районні перейменувала Нечаївську сільраду на Нечаєвську.

## Населені пункти
Сільській раді підпорядковані населені пункти:
- с. Нечаєве

## Склад ради
Рада складається з 12 депутатів та голови.
- Голова ради: Гладишко Микола Васильович

### Депутати
За результатами місцевих виборів 2010 року депутатами ради стали:

#### За суб'єктами висування
| Суб'єкт висування            | Кількість обраних депутатів | %    |
| ---------------------------- | --------------------------- | ---- |
| Партія регіонів              | 5                           | 41,7 |
| Самовисування                | 4                           | 33,3 |
| Соціалістична партія України | 3                           | 25   |

#### За округами
| № округу                     | Прізвище, ім'я, по батькові     | Дата визнання обраним | Освіта  | Партійна приналежність             | Відомості про обраного депутата                         |
| ---------------------------- | ------------------------------- | --------------------- | ------- | ---------------------------------- | ------------------------------------------------------- |
| Партія регіонів              |                                 |                       |         |                                    |                                                         |
| 1                            | Дзюба Наталія Василівна         | 05.11.2010            | вища    | позапартійна                       | Нечаєвська сільська рада, секретар                      |
| 2                            | Пацула Богдан Ярославович       | 05.11.2010            | середня | позапартійний                      | СТОВ «Іскра», водій                                     |
| 4                            | Зубрійчук Ольга Михайлівна      | 05.11.2010            | вища    | позапартійна                       | Нечаєвська сільська рада, рахівник-касир                |
| 9                            | Зачепа Тетяна Миколаївна        | 05.11.2010            | вища    | позапартійна                       | приватний підприємець                                   |
| 12                           | Соколова Клавдія Олександрівна  | 05.11.2010            | середня | позапартійна                       | Нечаєвський фельдшерсько-акушерський пункт, завідувачка |
| Соціалістична партія України |                                 |                       |         |                                    |                                                         |
| 6                            | Дзюба Надія Василівна           | 05.11.2010            | вища    | член Соціалістичної партії України | Нечаєвсь-кий НВК, вихователь групи придовженого дня     |
| 10                           | Албул Інна Григорівна           | 05.11.2010            | вища    | член Соціалістичної партії України | Нечаєвський НВК, вчитель                                |
| 11                           | Недопас Василь Савович          | 05.11.2010            | вища    | член Соціалістичної партії України | пенсіонер                                               |
| Самовисування                |                                 |                       |         |                                    |                                                         |
| 3                            | Грінченко Надія Прохорівна      | 05.11.2010            | середня | позапартійна                       | СТОВ «Іскра», інспек-тор по кадрах                      |
| 5                            | Павловський Микола Миколайович  | 05.11.2010            | середня | позапартійний                      | приватний підприємець                                   |
| 7                            | Литвин Надія Іванівна           | 05.11.2010            | середня | позапартійна                       | СТОВ «Іскра», завідую-ча складом                        |
| 8                            | Ільченко Володимир Анатолійович | 05.11.2010            | середня | позапартійний                      | СТОВ «Іскра», електрик                                  |